# Шоноша (река)
Шоноша — река в Вельском районе Архангельской области, левый приток Вели.
Длина — 83 км, площадь водосборного бассейна — 630 км².

## Течение

Плотина на реке в посёлке Комсомольский.

Река берёт начало из болота в северо-западной части Вельского района, в 10 километрах на северо-запад от посёлка Комсомольский. В верхнем течении образует крупные петли и часто меняет направление. В посёлке Комсомольский река перекрыта плотиной для создания резерва воды в целях водоснабжения посёлка. Также в посёлке установлены бывший железнодорожный и автомобильный мосты. После впадения Тулмы течёт на юг. Впадает в Вель напротив посёлка Усть-Шоноша

## Населённые пункты
В верхнем течении реки расположен административный центр Муниципального образования «Верхнешоношское», посёлок Комсомольский.
В среднем и нижнем течении на берегах расположены деревни Муниципального образования «Шоношское»:
- Нёрмуша
- Каменская
- Шабаново
- Тёмная
- Лодейное
- Шоноша
- Мокшенская
- Усть-Шоноша (административный центр)

## Данные водного реестра
- Бассейновый округ — Двинско-Печорский
- Речной бассейн — Северная Двина
- Речной подбассейн — Северная Двина ниже места слияния Вычегды и Малой Северной Двины
- Водохозяйственный участок — Вага

### Притоки (км от устья)
- 42 км: река Тулма
- 68 км: река Солма